# Don Hansen
Donald Ray Hansen (Millersburg, 20 agosto 1944) è un ex giocatore di football americano statunitense, che ha giocato nel ruolo di linebacker per dodici stagioni nella National Football League (NFL). Fu scelto nel corso del terzo giro del Draft NFL 1966 dai Minnesota Vikings. Al college ha giocato a football all'Università dell'Illinois.

## Carriera professionistica
Compagno di squadra di Dick Butkus all'Università dell'Illinois, Hansen fu scelto nel corso del terzo giro del Draft 1966 dai Minnesota Vikings, di cui fu nominato miglior rookie della stagione. Conosciuto per essere un giocatore dai colpi estremamente duri, Hansen rimase coi Vkings fino al 1968. Nella stagione 1969 passò agli Atlanta Falcons, squadra con cui rimase fino al 1975 e di cui fu nominato miglior giocatore nella stagione 1971. Nel 1976, Don fu scelto nell'expansion draft dalla neonata franchigia dei Seattle Seahawks, con cui giocò solo uno scorcio della stagione regolare 1976, terminata invece in forza ai Green Bay Packers, con cui concluse la carriera professionistica nel 1977.

## Vittorie e premi
- Rookie dell'anno dei Vikings (1966)
- Miglior giocatore dell'anno dei Falcons (1971)

## Statistiche
| Partite totali    | 147 |
| Intercetti        | 10  |
| Fumble recuperati | 13  |